# Saint-Sulpice-de-Cognac

Saint-Sulpice-de-Cognac este o comună în departamentul Charente, Franța. În 1 ianuarie 2021 avea o populație de 1.183 de locuitori.